# Đại học Massachusetts Amherst

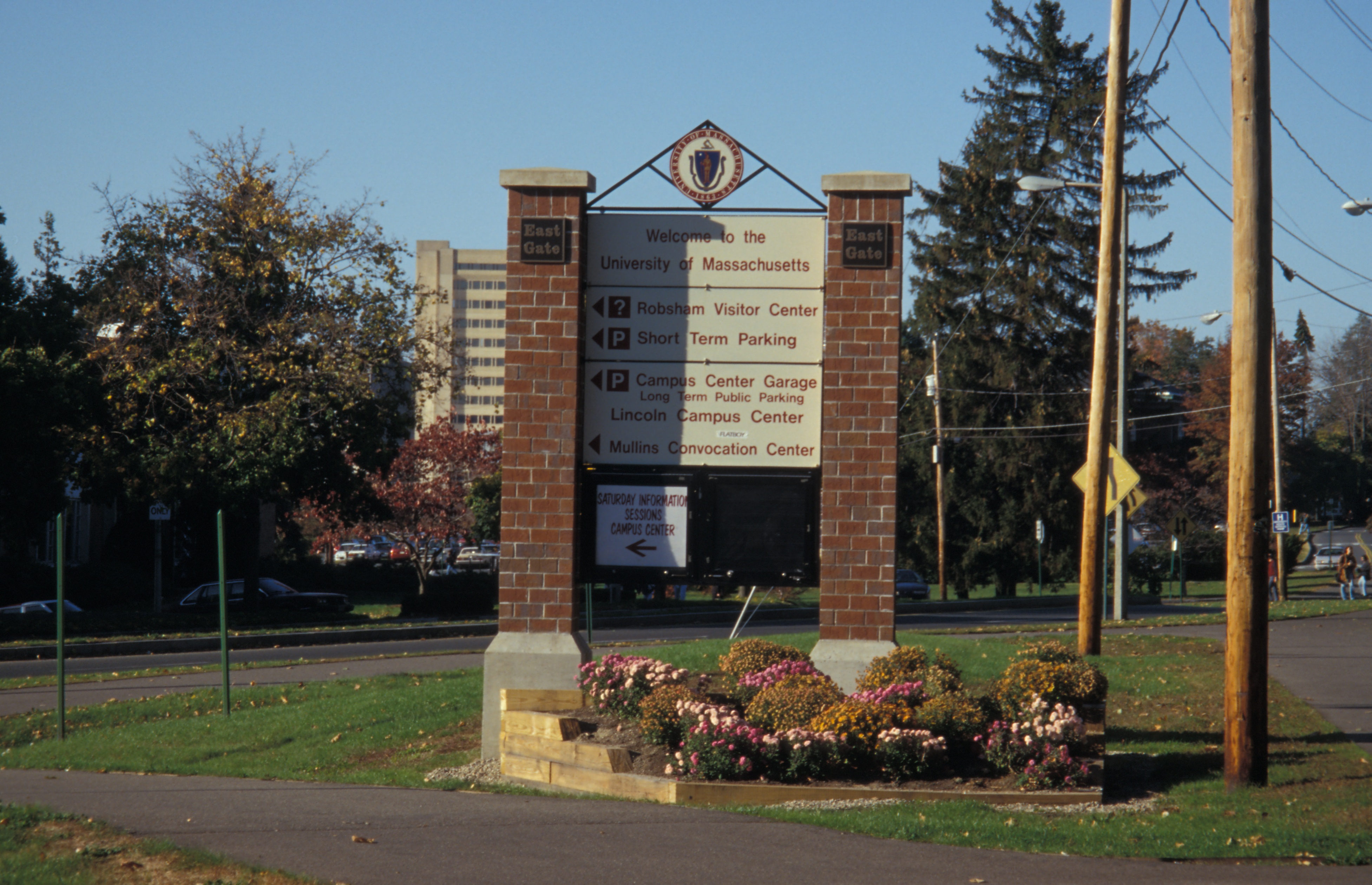
Biển chào mừng tại trường đại học (cổng phía đông).

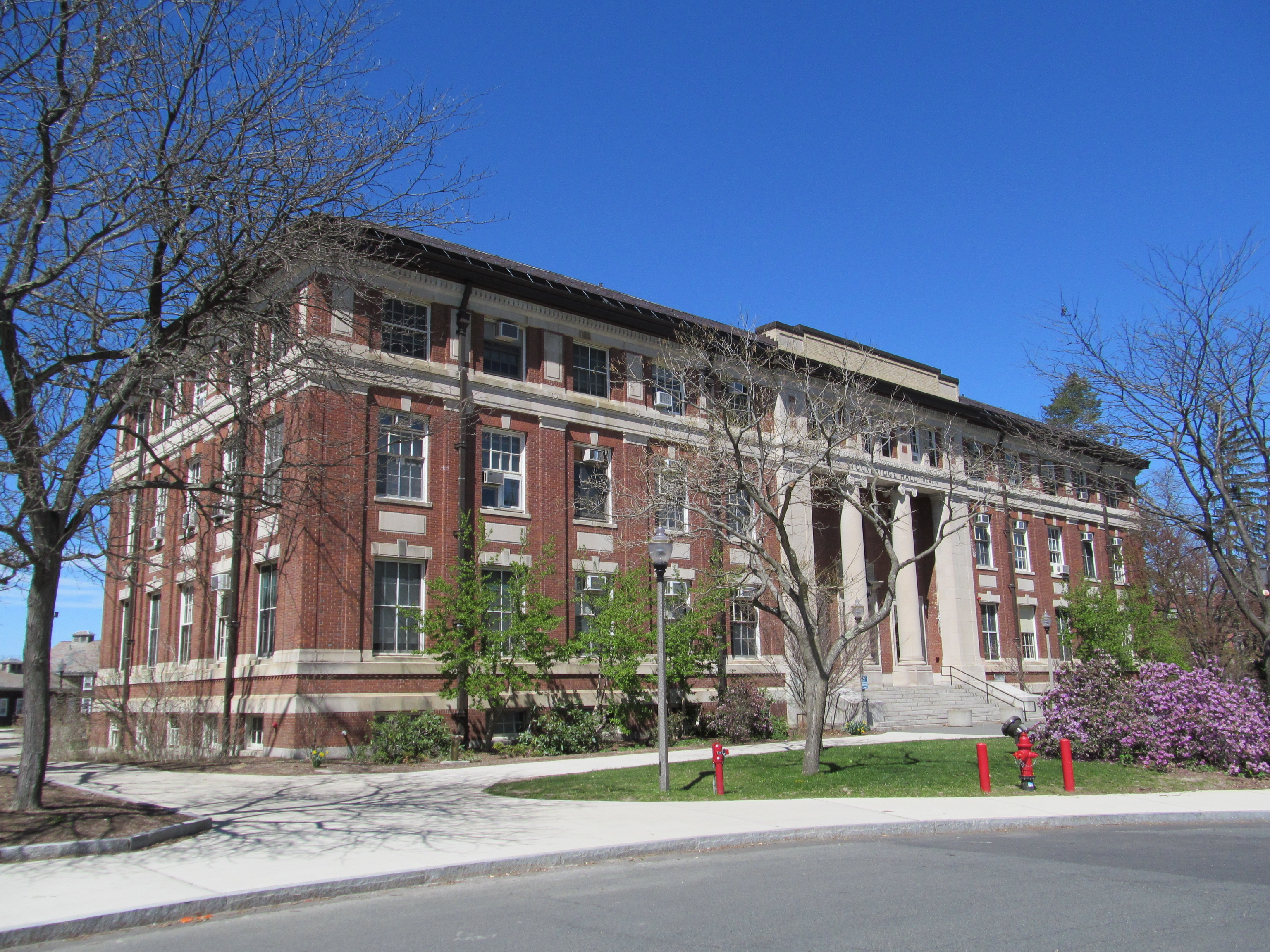
Hội trường Stockbridge, trường Nông nghiệp Stockbridge.

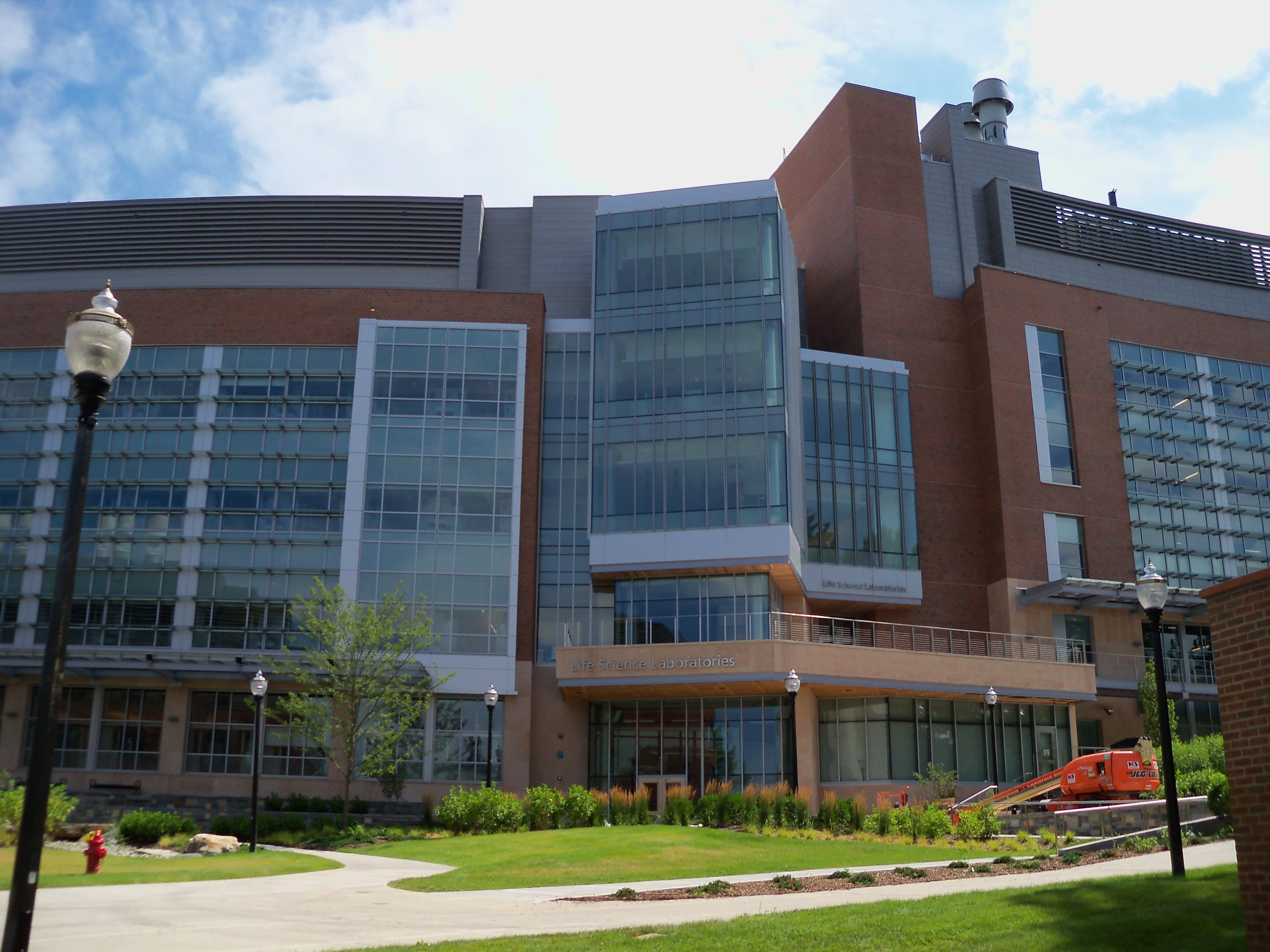
Tòa nhà Phòng thí nghiệm Khoa học Đời sống trị giá 160 triệu USD trong khuôn viên trường.

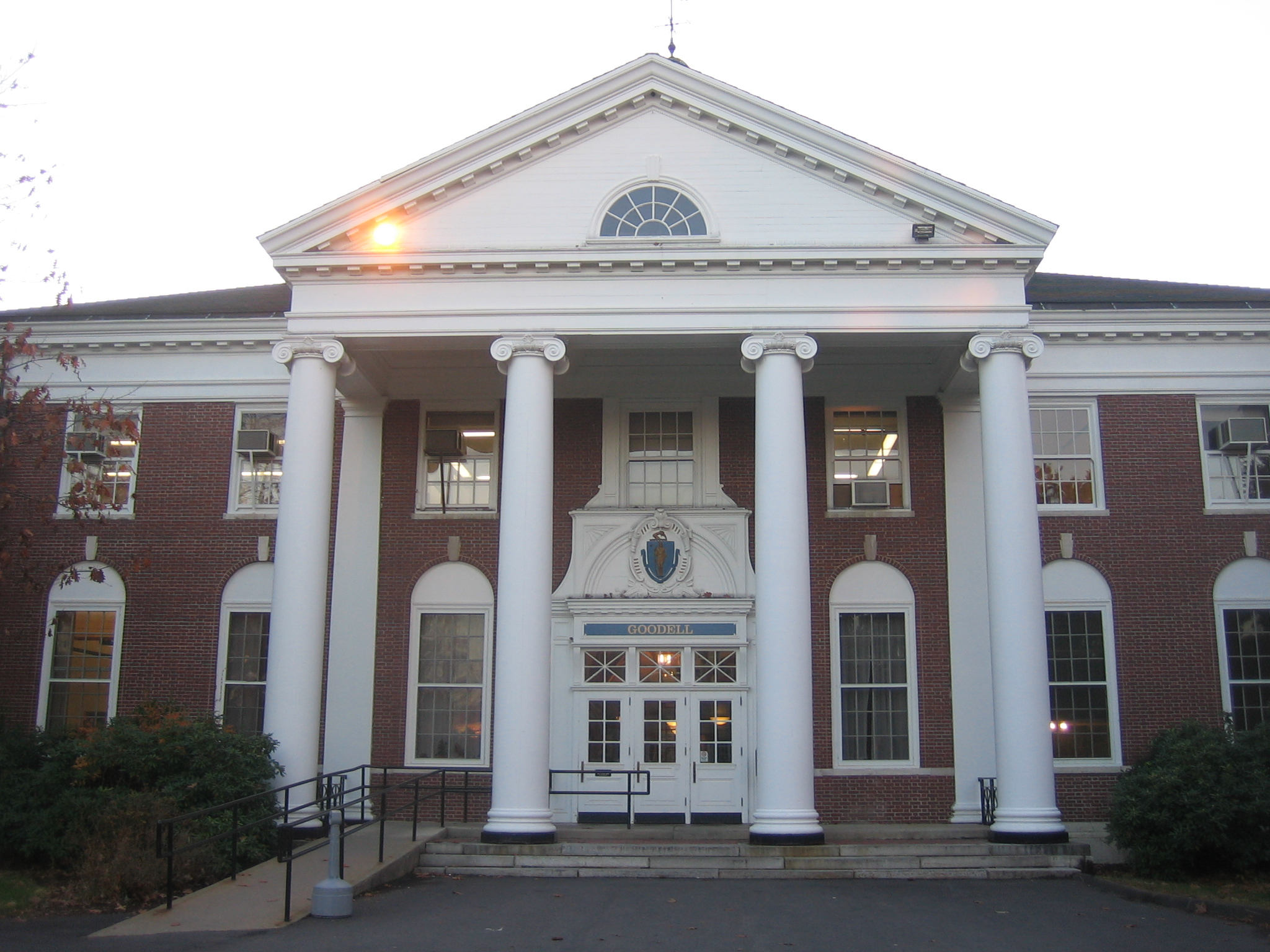
Hội trường Goodell.

Viện Đại học Massachusetts Amherst hay Đại học Massachusetts Amherst (tiếng Anhː University of Massachusetts Amherst, viết tắt là UMass Amherst hoặc UMass) là một trường đại học nghiên cứu công lập và được cấp đất từ nhà nước tọa lạc tại Amherst, Massachusetts, Hoa Kỳ. Là khuôn viên lớn nhất của hệ thống Đại học Massachusetts, Đại học Massachusetts Amherst được thành lập vào năm 1863 với tư cách là một trường cao đẳng nông nghiệp. Trường cũng là thành viên của Five College Consortium, cùng với bốn trường cao đẳng khác ở Pioneer Valley.
Đây là trường đại học lớn nhất ở Massachusetts theo quy mô khuôn viên trường và theo số lượng tuyển sinh đại học, và đứng thứ hai sau Đại học Boston về tổng số tuyển sinh. Trường cung cấp các văn bằng học thuật trong 109 chương trình đại học, 77 chương trình thạc sĩ và 48 chương trình tiến sĩ. Các chương trình được phối hợp trong 9 trường học và cao đẳng.

## Học thuật

### Xếp hạng
Tạp chí US News và World Report năm 2020 đã xếp hạng UMass Amherst thứ 64 trong danh sách "Trường đại học quốc gia tốt nhất" và xếp thứ 24 trong số 141 trường đại học công lập ở Hoa Kỳ.

## Liên kết ngoài

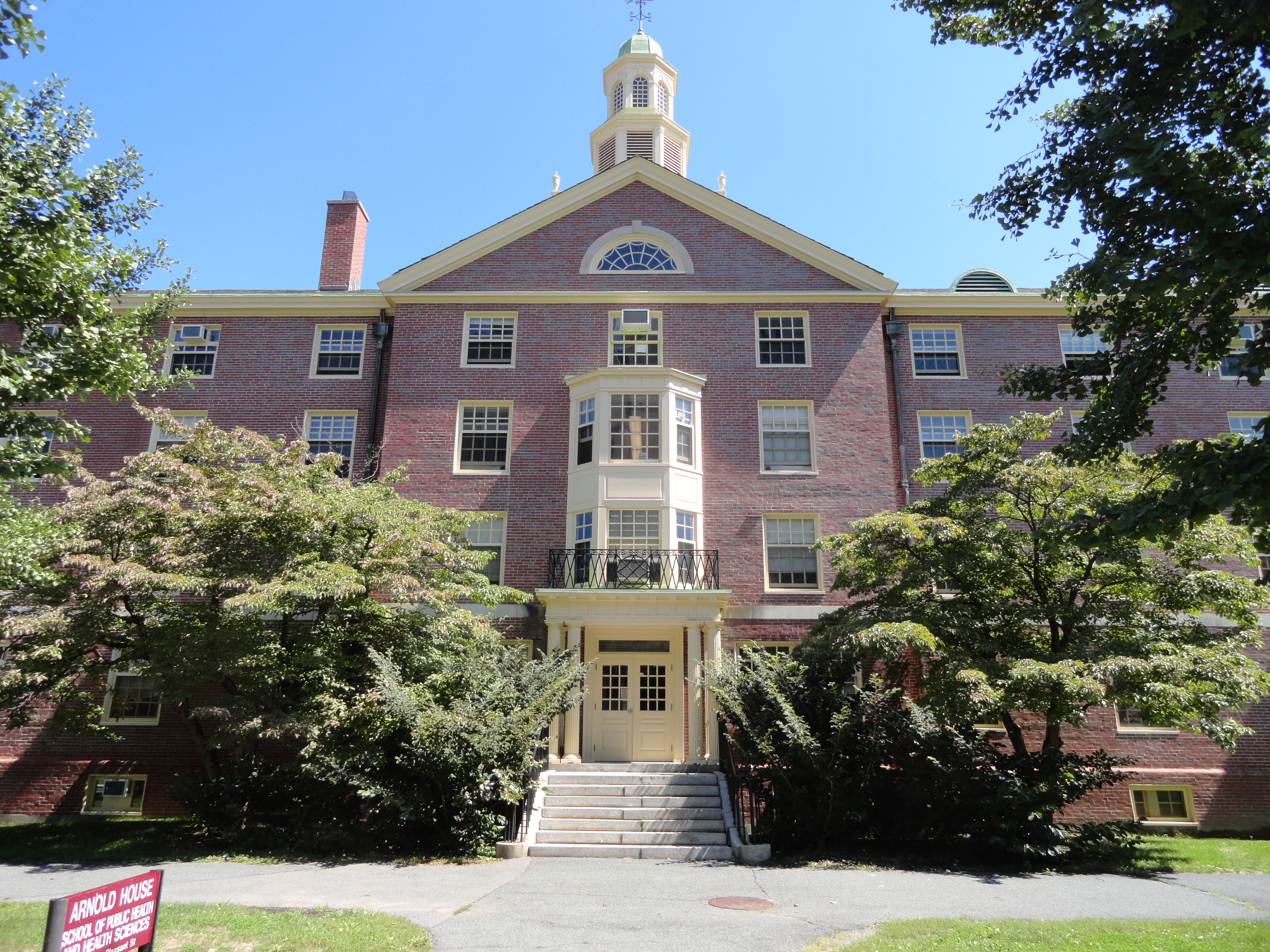
Nhà Arnold, một phần của Khu dân cư Đông Bắc, là khu dân cư lâu đời nhất tại UMass Amherst.